# Muldenstein
Muldenstein is een plaats en voormalige gemeente in de Duitse deelstaat Saksen-Anhalt, en maakt deel uit van de Landkreis Anhalt-Bitterfeld.
Muldenstein telt 2.187 inwoners.